# داي ديفيز (سياسي)
داي ديفيز (بالإنجليزية: Dai Davies)‏ هو سياسي بريطاني، ولد في 26 نوفمبر 1959 في المملكة المتحدة. حزبياً، نشط في Blaenau Gwent People's Voice ‏. في 2006 Blaenau Gwent by-elections ‏، انتخب عضو برلمان المملكة المتحدة الـ54 عن دائرة بلايناو غوينت وقد انضم خلال فترته النيابية ‏ (30 يونيو 2006 – 12 أبريل 2010)  للكتلة البرلمانية Blaenau Gwent People's Voice ‏.